# Casque de Vézeronce
Le casque de Vézeronce, parfois appelé « casque de Clodomir », est un casque de combat burgonde ou franc du VIe siècle en fer recouvert de cuivre doré. 

## Présentation
Il a été découvert en 1870 au lieu-dit les Rippes de Pillardin sur la commune de Vézeronce-Curtin en Isère. Il provient d'une sépulture princière probablement érigée à l'issue de la bataille de Vézeronce en 524, au cours de laquelle Francs et Burgondes s'affrontèrent, et où Clodomir, fils de Clovis Ier, fut tué. 
Il s'agit d'un casque de facture byzantine produit dans les ateliers militaires de Constantinople avant son exportation chez les Burgondes ou chez les Francs. 
Longtemps détenu par le musée de Grenoble, il est actuellement exposé au musée de l'Ancien Évêché de Grenoble.
En raison de sa qualité exceptionnelle, ce casque a été attribué à Clodomir lui-même, mais il ne s'agit que d'une supposition.

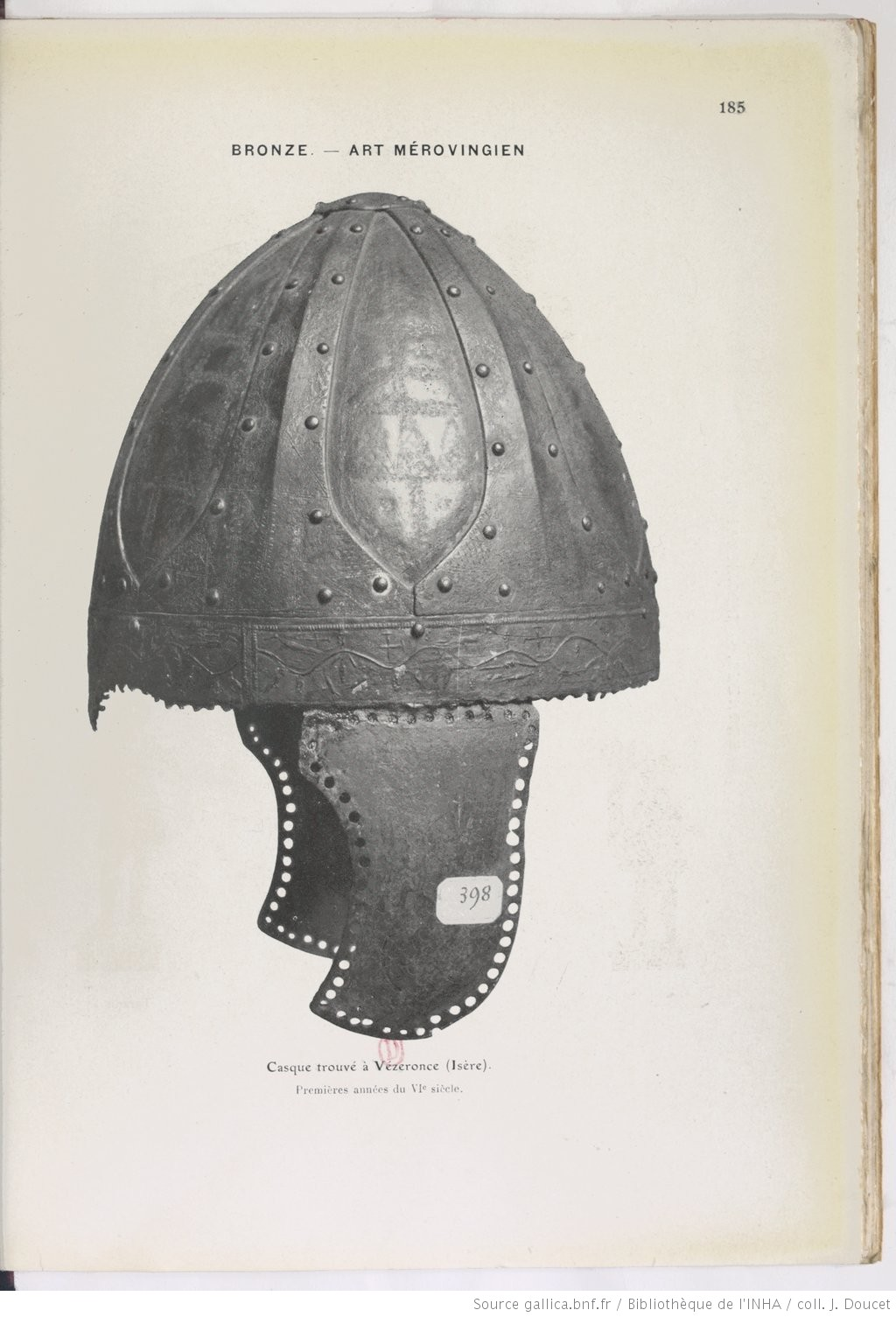
Dessin du casque publié en 1909 sous la direction du général Léon de Beylié.
Le blason de Vézeronce-Curtin, représentant le casque.